# Rio Grande (film)
 For alternative betydninger, se Rio Grande (flertydig). (Se også artikler, som begynder med Rio Grande)
Rio Grande er en western fra 1950, instrueret af John Ford og den tredje film i hans "kavaleri-trilogi" (de to tidligere film er Fort Apache (1948) og Kavaleriets gule bånd (originaltitel She Wore a Yellow Ribbon). I alle tre film har John Wayne hovedrollen – som kaptajn Kirby Yorke i Fort Apache, kaptajn Nathan Brittles i Kavaleriets gule bånd og oberstløjtnant Kirby Yorke i Rio Grande.
Ford havde haft ønske om at lave Den tavse mand (originaltitel The Quiet Man) først, men Herbert Yates fra Republic Pictures forlangte, at Ford lavede Rio Grande først med den samme konstellation af Wayne og Maureen O'Hara; Yates mente ikke, at manuskriptet til Den tavse mand var så godt og ville have, at de forventede indtægter fra Rio Grande skulle finansiere Den tavse mand (til Yates' overraskelse endte Den tavse mand, da den udkom i 1952, med at blive en af Republics bedste film og en favorit blandt Ford/Wayne-fans).

## Handlingen
I Rio Grande er oberst Yorke udstationeret i grænselandet for at forsvare nybyggerne mod oprørske apache-indianere. Yorke er under betydeligt pres, både pga. indianerne og pga. de nye rekrutter, der er kommet til fortet – alt for få mænd til at klare opgaven. Spændingerne stiger yderligere, da Yorkes søn (som han ikke har set i 15 år), Jeff (spillet af Claude Jarman jr.), udstationeres på fortet. Da han ikke ønsker, at andre skal tro, at han favoriserer sin søn, ender Yorkem med at behandle ham hårdere end de andre. For at gøre tingene endnu værre dukker Yorkes kone Kathleen (spillet af O'Hara), som han ikke er sammen med længere, op for at tage sin mindreårige søn med tilbage. Yorke og hans kone bliver dog enige om, at det er bedst at lade sønnen selv bestemme, og han vælger at blive. Diskussionen om deres søn får kærligheden mellem dem til at blusse op igen.
Yorke får besøg af sin gamle chef fra borgerkrigens tid, Phil Sheridan, som nu er øverstkommanderende for hæren. Sheridan har besluttet at sende Yorke over Rio Grande-floden og ind i Mexico – hvilket kan medføre store problemer, da det kan opfattes som en krigshandling rettet mod Mexico. Hvis Yorkes mission, som går ud på at stoppe truslen fra indianerne, mislykkes, risikerer han en krigsret. I stiltiende erkendelse af hvad det er han beder Yorke om, lover Sheridan ham, at medlemmerne af en evt. krigsret bliver mænd, som Yorke kæmpede sammen med under borgerkrigen. Yorke accepterer opgaven og må nu kæmpe for at redde sin ære og samle sin familie igen.

## Eksterne Henvisninger
- Rio Grande på Internet Movie Database (engelsk)
- Rio Grande på Filmdatabasen
- Rio Grande i Svensk Filmdatabas (svensk)
- Rio Grande på AlloCiné (fransk)
- Rio Grande på MovieMeter (nederlandsk)
- Rio Grande på AllMovie (engelsk)
- Rio Grande hos American Film Institute (engelsk)
- Rio Grande på Turner Classic Movies (engelsk)
- Rio Grande på The Movie Database (engelsk)
- Rio Grande på Rotten Tomatoes (engelsk)